# Rhode Island Gulls
I Rhode Island Gulls sono stati una franchigia di pallacanestro della USBL, con sede a Warwick, nel Rhode Island, attivi tra il 1985 e il 1987.
Disputarono due stagioni (1985 e 1987), arrivando in finale nel 1987, perdendo 103-99 con i Miami Tropics. Si sciolsero al termine del campionato.

## Stagioni
| Stagione | Lega | Denominazione      | V  | P  | %    | Piazzamento | Play-off |
| -------- | ---- | ------------------ | -- | -- | ---- | ----------- | -------- |
| 1985     | USBL | Rhode Island Gulls | 11 | 14 | 44,0 | 4º          | -        |
| 1987     | USBL | Rhode Island Gulls | 17 | 13 | 56,7 | 2º          | Finale   |